# Костівка
Кості́вка —  село в Україні, у Козельщинській селищній громаді Кременчуцького району Полтавської області. Населення становить 111 осіб. До 2017 орган місцевого самоврядування — Хорішківська сільська рада.

## Географія
Село Костівка знаходиться на відстані 1 км від села Юрочки. До села примикає велике болото з великою кількістю невеликих зарослих озер.

## Історія
12 червня 2020 року, відповідно до розпорядження Кабінету Міністрів України № 721-р «Про визначення адміністративних центрів та затвердження територій територіальних громад Полтавської області», село увійшло до складу Козельщинської селищної громади.
19 липня 2020 року, в результаті адміністративно - територіальної реформи та ліквідації Козельщинського району, село увійшло до складу новоутвореного Кременчуцького району.